# Clarisse Le Bihan

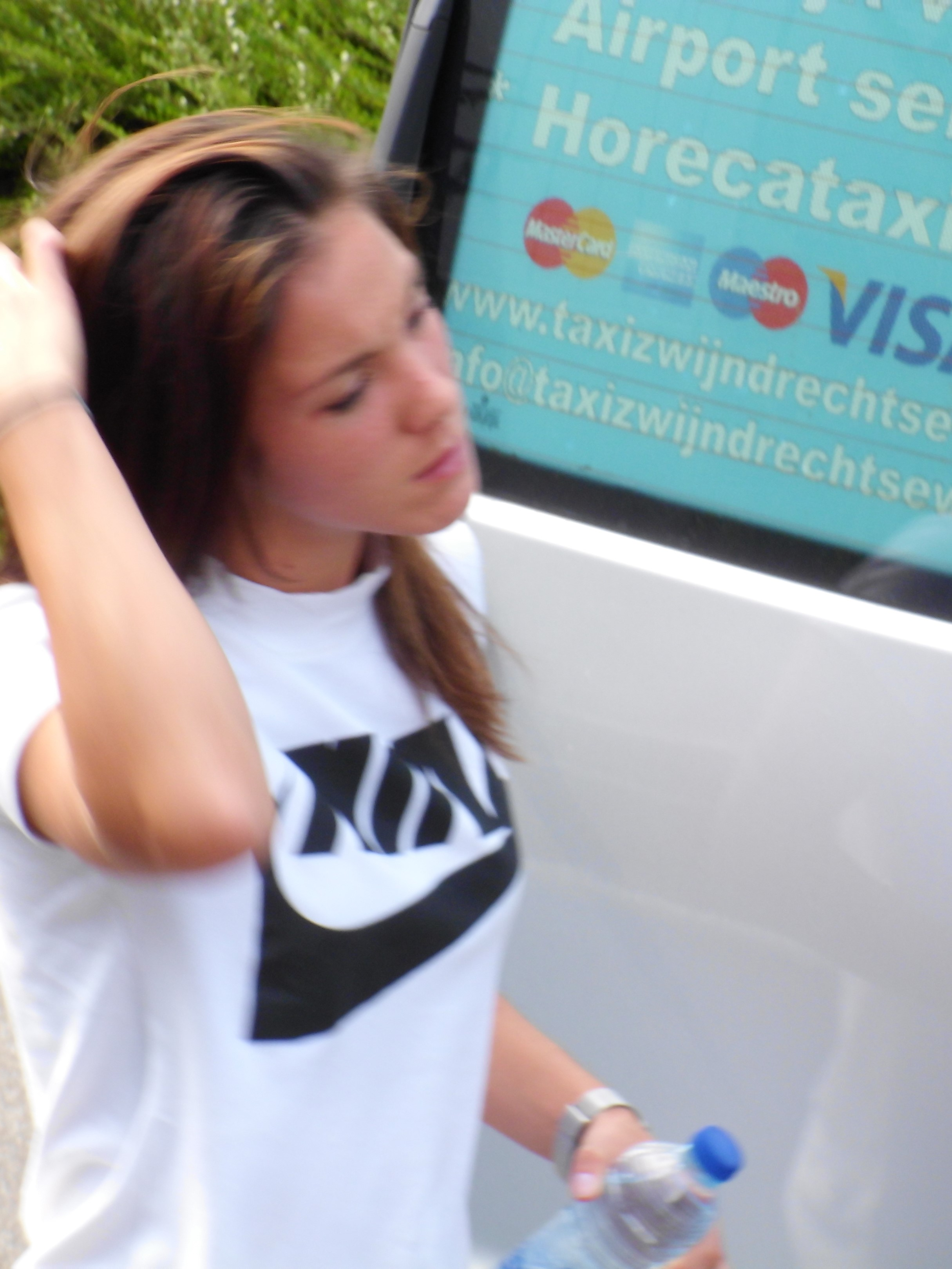
Clarisse Le Bihan vor dem Teamhotel bei der Frauen-Europameisterschaft 2017

Clarisse Le Bihan (* 14. Dezember 1994 in Quimperlé) ist eine französische Fußballspielerin, die überwiegend als Stürmerin, gelegentlich auch im offensiven Mittelfeld eingesetzt wird. Ihr aktueller Verein ist seit der Saison 2022 das neue NWSL-Team Angel City FC.

## Vereinskarriere
Clarisse Le Bihan begann als Kind bei der US Quimperlé mit dem Vereinsfußball. Nach einem Jahr in der Jugendabteilung von PD Ergué-Gabéric – ebenfalls noch in einer gemischten Mannschaft – schloss sie sich dem benachbarten Quimper Cornouaille FC an, von dem aus sie 2009 zum bretonischen Frauenfußball-Flaggschiff Stade Briochin wechselte. Bei diesem Klub debütierte die beidfüßige Angreiferin noch als 14-Jährige in der höchsten Frauenliga und wurde in derselben Saison (2009/10) an der Seite der Torjägerin Eugénie Le Sommer sogar auf Anhieb zur Stammspielerin in dessen erster Frauschaft. Als sich die Ligaelf 2011 dem benachbarten EA Guingamp anschloss, vollzog Le Bihan diesen Schritt mit. Es folgte eine Saison, die sie in ihrer Entwicklung vorübergehend zurückwarf, weil ein Bruch des Fußes ihr erst Anfang 2012 wieder Punktspieleinsätze ermöglichte.
Nach Abschluss der Spielzeit 2014/15 hatte sie 92 Erstligaspiele mit 13 Torerfolgen zu Buche stehen; darunter war auch ein Hattrick im Oktober 2014 beim Auswärtsspiel gegen ASJ Soyaux. Einen nationalen Vereinstitel hat sie bisher allerdings noch nicht gewinnen können; die besten Platzierungen in der Division 1 erreichte sie 2014 und 2015, als sie mit Guingamp jeweils auf dem fünften Rang im Endklassement abschloss. Im Landespokalwettbewerb kam sie 2010 mit Saint-Brieuc sowie 2013 und 2015 mit Guingamp, bei dem sie bis 2016 unter Vertrag stand, bis in die Runde der besten acht. Zur Saison 2016/17 wechselte Le Bihan zum Montpellier HSC. Auch dort eine nahezu unverzichtbare Größe in den Personalplanungen ihrer Trainer, hat sie bis einschließlich der Hinrunde 2021/22 in der Ligaelf 96 Punktspiele bestritten und dabei 27 Tore geschossen; 2016/17 schloss Montpellier die Saison als Vizemeister ab. Mit dem MHSC stand die Bretonin zudem 2017/18 im Pokal-Halbfinale und in derselben Spielzeit im Viertelfinale der Champions League.
Im April 2022 erhielt sie einen Zweijahresvertrag beim neuen NWSL-Franchise Angel City FC. In ihrer ersten Saison kam sie in 20 der 22 Saisonspiele zum Einsatz, wobei sie zehnmal ein- und fünfmal ausgewechselt wurde.
Neben dem Fußball studiert sie Sprachen, um später als Lehrerin zu arbeiten.

### Stationen
- US Quimperlé (2000–2007, im Jugendbereich)
- Paotred Dispount Ergué-Gabéric (2007/08, im Jugendbereich)
- Quimper Cornouaille FC (2008/09, im Jugendbereich)
- Stade Saint-Brieuc (2009–2011)
- En Avant Guingamp (2011–2016)
- Montpellier HSC (2016–2022)
- Angel City FC (seit 2022)

## Nationalspielerin
Clarisse Le Bihan hat im Juniorenbereich alle französischen Jahrgangsauswahlteams durchlaufen. In der B-Jugend (U-16/U-17) bestritt sie 19 Spiele (sieben Torerfolge), in der A-Jugend (U-19) waren es 18 Partien mit vier Treffern und in der U-20 sieben Spiele bei zwei eigenen Toren. Mit allen drei Mannschaften hat sie auch erfolgreich an großen Turnieren teilgenommen, wurde 2011 U-17-Vizeeuropameisterin (Einwechslung im Endspiel), gewann 2013 die U-19-Europameisterschaft (in allen fünf Spielen eingesetzt, zwei Treffer) sowie 2014 die Bronzemedaille bei der U-20-Weltmeisterschaft (in fünf der sechs Spiele eingesetzt, wiederum zwei Tore). In diesen Nachwuchsnationalmannschaften stand sie unter anderem mit Marine Dafeur, Kadidiatou Diani, Claire Lavogez, Griedge Mbock Bathy, Sandie Toletti und Aïssatou Tounkara; auf diese Garde von Spielerinnen der Geburtsjahrgänge 1994/1995 setzt der französische Frauenfußball für die Zukunft große Hoffnungen.
Im März 2015 bestritt sie beim Istrien-Cup vier B-Länderspiele. Schon Ende dieses Monats nominierte Nationaltrainer Philippe Bergeroo Clarisse Le Bihan zum ersten Mal für die A-Elf und wenige Wochen danach für das französische Weltmeisterschaftsaufgebot, wenn auch nur als eine von sieben Reservistinnen für den Fall, dass eine Spielerin des 23er-Kaders vor Turnierbeginn kurzfristig hätte absagen müssen. Im vorletzten Testspiel Ende Mai gegen Russland kam sie zu ihrem ersten Einsatz in der französischen A-Elf (Einwechslung für Gaëtane Thiney nach gut 60 Minuten). In diesem Sommer reiste sie dann statt mit der Nationalmannschaft nach Kanada mit der französischen Hochschulauswahl zur Sommer-Universiade 2015 in Südkorea, wo Frankreich den Titel gewann und die bretonische Stürmerin bei sämtlichen sechs Partien in der Startelf stand. Zu diesem Erfolg der Französinnen hatte sie selbst zwei Treffer beigetragen. Für das olympische Fußballturnier 2016 nominierte der Trainer sie als eine von vier Reservistinnen, die im Bedarfsfall in den französischen Kader nachrücken. Bei den Bleues stehen bisher 16 Einsätze zu Buche; ihre vier Tore in diesem Kreis schoss Le Bihan bei drei EM-Qualifikationsspielen gegen Albanien und Griechenland. (Stand: 30. Juli 2017)
Nach ihrem Vereinswechsel erhielt sie zunächst wieder eine Einladung zum französischen B-Aufgebot für den Istrien-Cup Anfang März 2017. Und drei Monate darauf stand sie in Frankreichs Europameisterschaftskader 2017, anfangs nur als eine von sechs Reservistinnen, ab Anfang Juli dann aber unter den 23 „Hollandfahrerinnen“, weil sie für die verletzte Amel Majri aufrückte.

## Palmarès
- U-17-Vizeeuropameisterin 2011
- U-19-Europameisterin 2013
- U-20-Weltmeisterschaftsdritte 2014
- Universiade-Siegerin 2015
- Französische Vizemeisterin 2017